# Wydział Nauk o Ziemi i Kształtowania Środowiska Uniwersytetu Wrocławskiego
Wydział Nauk o Ziemi i Kształtowania Środowiska Uniwersytetu Wrocławskiego (WNZKŚ UWr) – jeden z 12 wydziałów Uniwersytetu Wrocławskiego powstały w 2006 roku w wyniku podziału Wydziału Nauk Przyrodniczych na trzy mniejsze jednostki organizacyjne. Kształci studentów na dwóch podstawowych kierunkach zaliczanych do nauk o Ziemi, na studiach stacjonarnych oraz niestacjonarnych.
Wydział Nauk o Ziemi i Kształtowania Środowiska jest jednostką interdyscyplinarną. W jego ramach znajdują się 2 instytuty. Poza tym wydział współtworzy wspólnie z Wydziałem Nauk Biologicznych Międzywydziałowe Studium Ochrony Środowiska. Na początku roku 2009 zatrudnionych było 114 pracowników naukowo-dydaktycznych (z czego 6 na stanowisku profesora, 14 na stanowisku profesora nadzwyczajnego ze stopniem doktora habilitowanego, 6 na stanowisku adiunkta ze stopniem doktora habilitowanego, 88 na stanowisku adiunkta, wykładowcy i starszego wykładowcy z tytułem naukowym doktora i magistra)
W 2009 na wydziale studiowało łącznie 999 studentów (w tym 804 na studiach dziennych, 35 na studiach zaocznych i 160 na międzywydziałowym kierunku ochrona środowiska) oraz kilkudziesięciu doktorantów, odbywających studia doktoranckie w ramach Wydziałowego Studium Doktoranckiego.

## Historia
Kształcenie na kierunkach związanych z naukami o Ziemi na Uniwersytecie Wrocławskim rozpoczęło się w 1945 roku. W tym samym roku utworzono na tej uczelni Międzywydziałowy Instytut Geograficzny. W 1952 roku jednostka ta uzyskała status instytutu kierunkowego w ramach Wydziału Nauk Przyrodniczych. W skład tego wydziału wchodził także Instytut Nauk Geologicznych.
1 września 2006 r. Wydział Nauk Przyrodniczych został podzielony na trzy mniejsze wydziały: Biotechnologii, Nauk Biologicznych oraz Nauk o Ziemi i Kształtowania Środowiska. Pierwszym dziekanem WNZKŚ został prof. Stanisław Staśko, który pełnił tę funkcję przez dwie kadencje do 2012 roku.

## Władze Wydziału
W kadencji 2024–2028:
| Stanowisko                             | Imię i nazwisko             |
| -------------------------------------- | --------------------------- |
| Dziekan                                | dr hab. Maciej Kryza        |
| Prodziekan ds. rozwoju                 | dr hab. Sebastian Buczyński |
| Prodziekan ds. projektów naukowych     | dr hab. Mateusz Strzelecki  |
| Prodziekan ds. studenckich i nauczania | dr Anna Grochowska          |

## Poczet dziekanów
1. prof. dr hab. Stanisław Staśko (2006–2012)
2. prof. dr hab. Zdzisław Jary (2012–2016)
3. dr hab. Henryk Marszałek (2016–2024)
4. dr hab. Maciej Kryza(inne języki) (od 2024)

## Kierunki kształcenia
Wydział Nauk o Ziemi i Kształtowania Środowiska kształci studentów na następujących kierunkach na studiach I stopnia (licencjackich – 3-letnie) i II stopnia (magisterskich uzupełniających 2 letnie):
- geologia
- geografia

Ponadto Wydział oferuje następujące studia podyplomowe:
- Podyplomowe Studia Ochrony i Kształtowania Środowiska
- Podyplomowe Studia  Turystyki i Edukacji Regionalnej
- Podyplomowe Studia Geografii dla Nauczycieli
- Międzywydziałowe Studia Podyplomowe dla Nauczycieli uczących w klasach IV–VI szkoły podstawowej zintegrowanego przedmiotu Przyroda
- Studia Podyplomowe: Surowce Energetyczne i Źródła Odnawialne Energii
- Studia Podyplomowe: GIS i modelowanie przepływu wód podziemnych
- Studia Podyplomowe: Ocena Zasobów Środowiska i Zagrożeń Środowiskowych
- Studia Podyplomowe: Ochrona Atmosfery i Zarządzanie Jakością Powietrza

Możliwe jest również podjęcie studiów III stopnia (doktoranckich) na kierunkach:
- geografia
- geologia
- ochrona środowiska

Wydział ma uprawnienia do nadawania następujących stopni naukowych:
- doktora nauk o Ziemi w zakresie: geografii, geologii
- doktora habilitowanego nauk o Ziemi w zakresie: geologii

## Struktura organizacyjna

### Instytut Geografii i Rozwoju Regionalnego
Dyrektor: dr hab. Robert Szmytkie
- Zakład Geografii Fizycznej
- Zakład Geografii Regionalnej i Turystyki
- Zakład Geografii Społeczno-Ekonomicznej
- Zakład Geoinformatyki i Kartografii
- Zakład Geomorfologii
- Zakład Klimatologii i Ochrony Atmosfery
- Zakład Zagospodarowania Przestrzennego
- Centrum Badań Regionów Zimnych im. Alfreda Jahna
- Pracownia Badań Krajobrazu
- Pracownia Dydaktyki Geografii
- Biblioteka Instytutu Geografii i Rozwoju Regionalnego

### Instytut Nauk Geologicznych
Dyrektor: dr hab. Magdalena Matusiak-Małek
- Zakład Geologii Fizycznej
- Zakład Geologii Stosowanej, Geochemii i Gospodarki Środowiskiem
- Zakład Geologii Stratygraficznej
- Zakład Geologii Strukturalnej i Kartografii Geologicznej
- Zakład Gospodarki Surowcami Mineralnymi
- Zakład Hydrogeologii Podstawowej
- Zakład Hydrogeologii Stosowanej
- Zakład Mineralogii i Petrologii
- Zakład Petrologii Eksperymentalnej

## Galeria

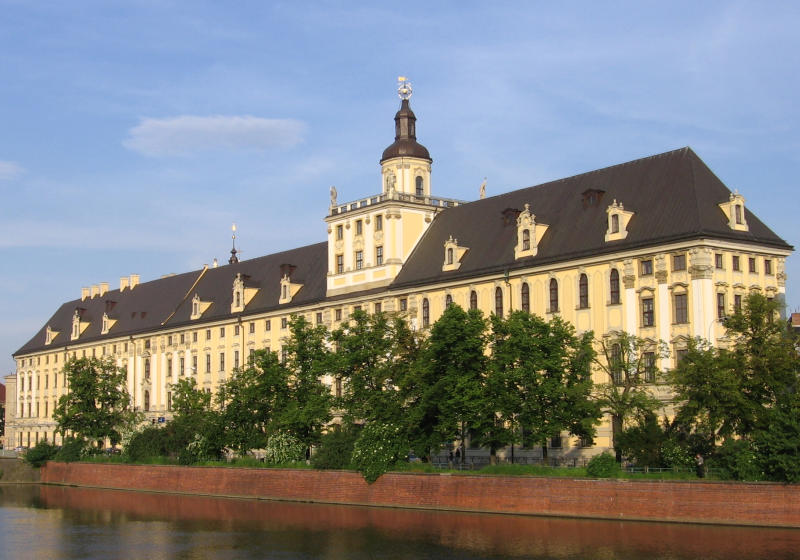
Główny gmach uniwersytetu, siedziba Instytutu Geografii
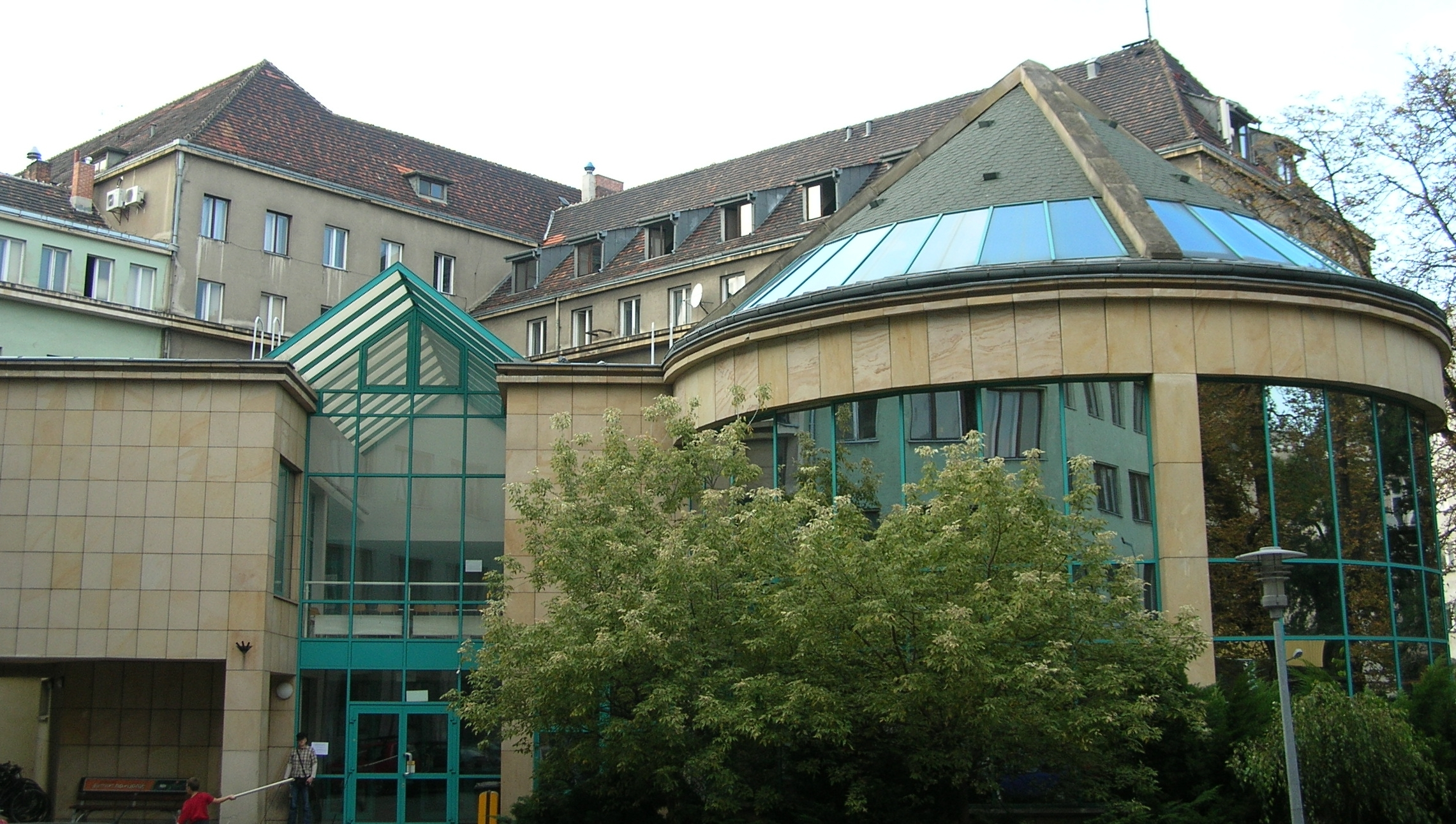
Instytut Nauk Geologicznych